# Diplolepis (wesp)
Diplolepis  is een monotypisch geslacht van vliesvleugeligen uit de familie van de galwespen (Cynipidae). 

## Soorten
- D. eglanteriae (Hartig, 1840)
- D. fructuum (Rübsaamen, 1896)
- D. mayri (Schlechtendal, 1877)
- D. nervosa (Curtis, 1838)
- D. rosae - Rozenmosgalwesp Linnaeus, 1758
- D. spinosissimae (Giraud, 1859)